# Джулія Дітце
Джу́лія Ді́тце (нім. Julia Dietze; * 9 січня 1981, Марсель, Франція) — німецька актриса і колишня модель.

## Біографія
Дітце є дочкою німецького художника і ілюстратора Матіаса Дітце. Її мати походить з Марселя. Джулія Дітце виростала разом зі своїми двома сестрами в Мюнхені.
Свій перший досвід у кіно здобула за ролями у фільмах Soloalbum (2003), Fickende Fische (2001), Was nützt die Liebe in Gedanken (2004) і телесеріалах Ghetto Kids (2002) і Mädchen Nr. 1 (2003).
У лютому 2009 року було оголошено, що Дітце гратиме провідну роль в науково-фантастичній комедії Залізне небо фінського незалежного режисера Тімо Вуоренсоли. Зйомки фільму були завершені в лютому 2011 року.

## Фільмографія

### Фільми
- 2001: Fickende Fische
- 2004: До чого помисли про кохання? / Was nützt die Liebe in Gedanken
- 2003: Лілі
- 2003: Soloalbum
- 2004: Вечірка на Ібіці / Pura Vida Ibiza
- 2005: Schwarze Erdbeeren
- 2006: Liebes Leid und Lust
- 2006: Erkan & Stefan in Der Tod kommt krass
- 2006: Oktoberfest
- 2007: Ein Fall für KBBG
- 2008: Warum du schöne Augen hast
- 2008: Маленький Париж / Little Paris
- 2008: Lauf um Dein Leben — Vom Junkie zum Ironman
- 2008: Заплутались у коханні / Robert Zimmermann wundert sich über die Liebe
- 2008: Півтора лицаря: В пошуках викраденої принцеси Херцелінди / 1½ Ritter — Auf der Suche nach der hinreißenden Herzelinde
- 2009: Lucky Fritz
- 2011: Berlin Angels
- 2011: Dating Lanzelot
- 2012: Залізне небо / Iron Sky
- 2012: Тім Сандер їде до Голлівуду
- 2012: Водій-привид
- 2013: Одного разу Ганс з гострим соусом
- 2013: Велика містифікація
- 2014: Поховані голоси
- 2014: Куля
- 2015: Зведені брати
- 2015: Знову не Руді!
- 2017: Монтрак
- 2017: Fack ju Göhte 3
- 2018: Пиво після роботи
- 2019: Залізне небо: Прийдешні перегони
- 2019: Берлін, я люблю тебе
- 2019: Посміхніться

### Телесеріали
- 2002: Ghetto Kids
- 2003: Mädchen Nr. 1
- 2003: Die Stimmen
- 2003: Мій перший хлопець, мама і я / Mein erster Freund, Mutter und ich
- 2003: Echte Männer?
- 2006: Zwerg Nase — 4 Fäuste für ein Zauberkraut
- 2007: Одна справа на двох / Ein Fall für Zwei
- 2007: Lilly Schönauer — Umweg ins Glück
- 2007: Der Staatsanwalt
- 2008: Werther (ZDF Theaterkanal)
- 2009: Tatort
- 2010: SOKO Wismar
- 2011: SOKO Köln
- 2018—2019: Бек повертається! (Серіал)
- 2019: Найкращий різдвяний бал (телефільм)
- 2020: Інга Ліндстрем — «Вогонь і скло».
- 2020: Весна — сліди минулого
- 2020: Весна — Не бійся життя
- 2021: Корабель мрії — Сейшельські острови
- 2021: Рейнджер — Райський дім: Шторм
- 2021: Криваві новачки